# خلافت عباسی
خلافت عباسی، خلافت بنی عباس یا عباسیان (به عربی: الْخِلَافَةُ الْعَبَّاسِيَّة) سومین خلافت جایگزین پس از پیامبر اسلام محمد بود. این خاندان را سلسله‌ای از نوادگان عموی محمد بن عبدالله، عباس بن عبدالمطلب (۵۶۶–۶۵۳)، که نام این سلسله برگرفته از اوست، بنیان نهادند. خلفای عباسی پس از سرنگون کردن خلافت اموی در انقلاب عباسیان (جنبش سیاه‌جامگان) در سال ۷۵۰ میلادی برابر با سال ۱۳۲ قمری، خلافت اسلامی خود را در بغداد، در عراق امروزی بنیاد نهادند و در اکثر دوران زمامداری، در همین شهر حکومت کردند.
خلافت عباسی نخست در کوفه شکل گرفت و متمرکز شد؛ اما در سال ۷۶۲ خلیفه المنصور شهر بغداد را در نزدیکی شهر تیسفون پایتخت باستانی شاهنشاهی ساسانی بر پا نهاد. بغداد در دوران طلایی اسلام به مرکز دانش، فرهنگ و اختراعات اسلامی تبدیل شد. در این عصر بغداد محل تمرکز دانشگاه‌های مختلف از جمله بیت‌الحکمه شد. بغداد در دوره بنی عباس تبدیل به یک جامعه چندقومیتی و چندمذهبی و به عنوان «مرکز یادگیری» در سراسر جهان به شهرت رسید. دوره عباسی با وابستگی به دولت‌مردان ایرانی (مانند خانواده برمکیان) برای اداره سرزمین‌ها؛ و همچنین حضور فزاینده مسلمانان غیر عرب در امت (جامعه مسلمانان) اداره می‌شد. آداب و رسوم ایرانی به‌طور گسترده از سوی نخبگان حاکم پذیرفته شد و پشتیبانی از هنرمندان و دانشمندان در این دوران اهمیت ویژه‌ای پیدا کرد. علی‌رغم این همکاری و ارتباط اولیه، عباسیان در اواخر قرن هشتم، بزرگان غیر عرب و سیاست‌مداران ایرانی را از خود بیگانه کرده بودند. عباسیان به ناچار حکومت اندلس (اسپانیا و پرتغال کنونی) (در سال ۷۵۴) را به امویان (امارت قرطبه)، مراکش (مغرب عربی) را به ادریسیان (در سال ۷۸۸)، افریقیه و سیسیل را به اغلبیان (در سال ۸۰۰)، خراسان و ماوراءالنهر و ایران را به ترتیب سامانیان و صفاریان (در دهه ۸۷۰) و مصر را به خلافت شیعه اسماعیلی فاطمیان (در سال ۹۶۹) واگذار کردند.
قدرت سیاسی خلفای عباسی با روی کار آمدن دودمان ایرانی آل بویه و ترکان سلجوقی که بغداد را به ترتیب در سال‌های ۹۴۵ و ۱۰۵۵ تصرف کردند، محدود شد. اگرچه رهبری عباسیان بر امپراتوری وسیع اسلامی به تدریج به یک کارکرد مذهبی تشریفاتی در بیشتر دوران خلافت کاهش یافت، این سلسله در زمان حکومت خلیفه مقتفی بر قلمرو بین‌النهرین خود کنترل داشت و در زمان خلیفه ناصر به ایران گسترش پیدا کرد. دوران پادشاهی و خلافت عباسیان در سال ۱۲۵۸ با فتح بغداد توسط مغولان در زمان هلاکو خان و اعدام مستعصم به پایان رسید. سلسله حاکمان عباسی و به‌طور کلی فرهنگ مسلمانان در سال ۱۲۶۱ در پایتخت سلطنت ممالیک متمرکز شدند. دودمان عباسی با وجود نداشتن قدرت سیاسی (به استثنای قدرت محدود و مختصر خلیفه المستعین قاهره)، همچنان تا چند سال پس از فتح مصر توسط عثمانی‌ها در سال ۱۵۱۷ و براندازی آخرین خلیفه عباسی، متوکل سوم، ادعای خلیفگی داشتند.

## پیش‌زمینه
فرزندان عبدالله بن عباس مدت‌ها بود اعتبار و منزلت امامان علوی را حس می‌کردند، خود در طول مرحلهٔ دعوت عباسی با تعمیم هدف مقابلهٔ ضداموی برای یک رهبر هاشمی با شعار «اَلرّضا منْ آل مُحَمَّد»، بدون مشخص کردن شخص یا شاخهٔ نامزد خلافت — چه عباسی و چه علوی — اقدام کرده بودند. نام جنبش «هاشمیه» با ارجاع به خاندان گسترده‌تر بنی‌هاشم، گویای این موضوع بود. به این‌ترتیب عباسیان توانستند در منزلت با اهل بیت شراکت جویند و تصویر شهرت دینی و تظاهر به علم باطنی دینی را به دست آورند. سپس، اقدام به قیام علیه سلسلهٔ امویان کردند و جنبش سیاه‌جامگان در سال ۱۳۲ ه‍.ق/۷۵۰ م، منجر به سقوط امویان و استقرار خلافت عباسیان شد.

## دورهٔ نخست: تأسیس، تثبیت و اقتدار
| نام          | دوره                  | مدت    |
| ------------ | --------------------- | ------ |
| ابوالعبّاس    | ۷۵۰–۷۵۴ م / ۱۳۲–۱۳۶ق  | ۴ سال  |
| منصور        | ۷۵۴–۷۷۵ م / ۱۳۶–۱۵۸ق  | ۲۲ سال |
| مهدی         | ۷۷۵–۷۸۶ م / ۱۵۸–۱۶۹ ق | ۱۱ سال |
| هادی         | ۷۸۶–۷۸۷ م / ۱۶۹–۱۷۰ ق | ۱ سال  |
| هارون الرشید | ۷۸۷–۸۰۹ م / ۱۷۰–۱۹۳ ق | ۲۲ سال |
| امین         | ۸۰۹–۸۱۴م / ۱۹۳–۱۹۸ ق  | ۵ سال  |
| مأمون        | ۸۱۴–۸۳۳م / ۱۹۸–۲۱۸ق   | ۲۰ سال |
| معتصم        | ۸۳۳–۸۴۲م / ۲۱۸–۲۲۷ق   | ۹سال   |
| واثق         | ۸۴۲–۸۴۷م /۲۲۷–۲۳۲ ق   | ۵ سال  |

دورهٔ نخست عبّاسی یا دورهٔ اصیل عبّاسی به دورهٔ صدساله ۱۳۲ تا ۲۳۲ ۷۴۹م تا ۲۳۲ق/ ۸۴۷م گفته می‌شود، از برپایی و جابجایی خلافت از امویان در شام به عباسیان در عراق به‌دست ابوالعباس سفاح تا پیش از خلافت متوکل.
جامعهٔ اموی را بدوی‌محور دانسته‌اند اما جامعهٔ عباسی در تمدن و شهرنشینی پیشرفت کرد، قشرهای بسیاری را جذب نمود و از گونهٔ جامعهٔ اموی دوری کرد. دولت و حاکمیت عباسیان میان پیروان دو گروه در مناقشه بود: «علویان شیعه» که ایرانیان و عرب‌های جنوب پشتیبانی‌اش می‌کردند و «عباسیان» که بیشتر اهل سنت و دولتمردان یاران آن بودند.

### سیاست

در طول خلافت هارون الرشید، شهر بغداد بسیار شکوفا شد و به عنوان مرکز علمی، فرهنگی و تجاری رونق یافت.

عباسیان که از نسل عباس عموی پیامبر بودند توانستند حاکمیت را در دست بگیرند و با ابوالعباس عبدالله بن محمد بن علی بن عبدالله بن عباس بن عبدالمطلب بیعت کنند.
ابوالعبّاس امویان و پیروانشان را با کشتار و آوارگی دفع نمود تا اینکه خلافت تازه‌ای بنیان گذارد. او ابتدا کوفه را پایتخت قرار داد سپس انبار، بر کرانهٔ فرات در شمال عراق را پایتخت نوین برگزید. ابوالعبّاس سفّاح چهارسال حکمرانی نمود و در سال ۱۳۶ق/۷۵۴م درگذشت. برادرش ابوجعفر منصور جانشین او شد، با اینکه پیرتر از او بود، اما چونکه مادرش کنیز بود، از سفّاح دیرتر به خلافت رسید اما مادر سفّاح آزاده بود.
انبار دارای گروه‌های تندرو بود، منصور شهر بغداد را در سال ۱۴۵ق/۷۶۲م بنیان نهاد و به‌عنوان پایتخت برگزید. شهری که از سرزمین پیشین امویان، شام، دور بود و به ایران نزدیک. (در دوره عباسیان، کانون ثقل امپراتوری، به معنی واقعی کلمه به شرق منتقل شده بود. درحالی‌که امویان گرایش به پیروی از مدل‌های معماری بیزانسی داشتند، عباسیان از ساسانیان الگوبرداری می‌کردند. حتی نقشه مدور پایتخت جدید بغداد، احتمالاً تقلیدی بود از شهر سلطنتی ساسانی فیروزآباد در فارس.)در روزگار منصور جنبش‌های دینی مانند راوندیان و سنباد برپا شد. منصور هر دو جنبش را سرکوب نمود. مهم‌ترین آنچه در زمان منصور روی داد، تولیت وزارت به خالد بن برمک بود که پس آن فرزندش یحیی، سپس نوه‌هایش فضل و جعفر به آن رسیدند. برمکیان تا وقتی که هارون‌الرشید آنان را برکنار نمود (۱۷۸ق/۸۰۳م)، نفوذ داشتند.
خلیفهٔ دوم عباسی، ابوجعفر منصور (حک. ۱۳۶–۱۵۸ ه‍.ق/۷۵۴–۷۷۵ م) بلافاصله پس از رسیدن به قدرت، با آگاهی کامل از اینکه برای باقی ماندن خلافت در خط خانواده‌اش، باید طیف وسیعی از رقبا و مخالفان را به اطاعت از خود وادار کند، عمویش، عبدالله بن علی را به بیعت با خود وادار کرد، ابومسلم خراسانی را کشت و سلسله مراتب را در خاندان عباسی دوباره تعریف کرد. بااین‌حال، بزرگ‌ترین تهدید علیه وی، از طرف شاخهٔ علوی خاندان بنی‌هاشم — که نزدیک‌ترین پیوند خویشاوندی با پیامبر را داشتند — به‌وجود آمد؛ و بدین‌ترتیب وی توسط هواداران هاشمی به‌عنوان قانونی‌ترین وارثان خلافت، مورد چالش قرار گرفت. منصور پس از تحکیم رهبری سیاسی‌اش، زمینه‌سازی پایه‌های دولت جدید عباسی را آغاز کرد که بارزترین علامتش، بنیان‌گذاری پایتخت جدید بود: بغداد یا مَدینَةُالسَّلام، پایتخت جدید اسلامی با ادعاهای ایدئولوژیک تازه‌ای در مورد جایگاه خلفای عباسی به‌عنوان امامان و نمایندگان حکومت الهی همراه بود. مفاهیم ایرانی دربارهٔ حق الهی پادشاهان با انتظارات مسیحی–اسلامی با محوریت خانوادهٔ پیامبر — یا حاکم جامعهٔ مدینه فاضله — در شکل‌گیری نهاد سیاسی عباسی تلفیق شد. خلفا به‌عنوان اعضای مقدس خانوادهٔ پیامبر، به‌عنوان حافظ ایمان اسلامی و به‌عنوان تنها حاکمانی که تداوم بخش آرمان سلطنتی ایرانی بودند، حکمرانی می‌کردند؛ بنابراین، قدرت نهاد خلافت در جامعیت و قابلیت خود برای برقراری ارتباط میان عناصر مختلف با موضوعات مختلف امپراتوری نهفته است، دستاوردی که از همهٔ سیطره‌های خاص امپراتوری‌های گذشتهٔ خاور میانه فراتر رفته است.
هارون‌الرشید (حک. ۱۷۰–۱۹۳ ه‍.ق/۷۸۶–۸۰۹ م) چون به خلافت رسید، توانست با یاری وزیران بَرمَکی و دیگر ارکان دیوان و سپاه عباسی، این دولت را به اوج خود برساند و جلوهٔ سلطنت عباسی را تثبیت کند. حکومت نسبتاً طولانی وی به نهادینه کردن چهرهٔ دربار عباسی در داخل و خارج از قلمرو کمک کرد. در عصر هارون، خاندان برمکی به‌مدت تقریباً دو دهه زمام دیوان را دست داشتند. در زمان هارون‌الرشید عمران اوج گرفت، تمدن اسلامی به برتری رسید و پیشرفت‌ها در علوم و ادبیات بالا رفت. عصر هارون‌الرشید را بالاترین مرتبهٔ شکوفایی سیاسی اسلامی و گسترده‌ترین پیشرفت‌ها در شهرسازی، ادب و علم در سده‌های میانهٔ اسلامی می‌دانند.
هارون پس از انتصاب پسرش امین به جانشینی خلیفه در ۱۷۵ ه‍.ق/۷۹۱ م، مأمون را به‌عنوان جانشین دوم در ۱۸۳ ه‍.ق/۷۹۹ م منصوب کرد. اوج این اصلاح نمادین دولت در سال ۱۸۶ ه‍.ق/۸۰۲ م، با سیستم معروف هارون برای تقسیم امپراتوری میان دو جانشینش پس از مرگش به‌وجود آمد. بر اساس تمهیدات وی، امین به‌عنوان جانشین هارون، پس از وی به خلافت می‌رسید و مأمون نیز به‌عنوان جانشین امین منصوب، و قاسم، فرزند دیگر هارون، جانشین مأمون شد. تمام این تصمیمات، تبدیل به عهدنامه‌ای شد که بر کعبه آویخته و به ایالات تحت نظر حکومت فرستاده شد. بنابراین، درحالی‌که قرار بود امین به‌عنوان خلیفه در بغداد سلطنت کند، او فقط در استان‌های غربی (غرب عراق) حکومت می‌کرد، درحالی‌که مأمون حاکم خودمختار ولایات شرقی بود تا زمانی که جانشین امین شود و به‌عنوان خلیفه بر یک امپراتوری متحد سلطنت کند.
پس از مرگ هارون در توس، صحنه برای رقابت میان پسرانش، امین در بغداد و مأمون در مرو ایجاد شد. این، پایان «دوران اولیهٔ طلایی» معروف خلافت عباسی بود. بااین‌حال، نقش فرماندارانهٔ مأمون در شرق، همراه با ناآرامی‌ها در خراسان در زمان مرگ هارون در سال ۱۹۳ ه‍.ق/۸۰۹ م، سبب شد تا اوضاع برای مجادلات جاه‌طلبانه فراهم شود. تقریباً بلافاصله مأمون تبدیل به قطبی سیاسی برای هواداران ایرانی شد. در همین حال، تلاش عجولانهٔ امین برای به‌اجراگذاشتن سیاست متمرکز سنتی با فراخواندن برادرش از شرق، کشمکش میان امین و مأمون را بیشتر تقویت کرد. در طی دو سال بعد، درگیری جانشینی بین امین و مأمون به هزاران درگیری منطقه‌ای در سراسر امپراتوری اسلامی تبدیل شد، زیرا رهبران محلی از یک رهبر عباسی، علیه دیگری دفاع می‌کردند. مهم‌ترین رویارویی نظامی بین سپاهیان امین و مأمون در ری اتفاق افتاد و سپاه مأمون پس از یک پیروزی قاطع، پیشروی و شهرها را یکی پس از دیگری تصرف کرد و نهایتاً در سال ۱۹۷ ه‍.ق/۸۱۲ م شهر بغداد را به مدت یک سال به محاصره درآورد. سرانجام نیروهای مأمون دفاع شهر را شکستند، خلیفه اسیر شد و به‌سرعت به قتل رسید. در نهایت و پس از پنج سال اختلاف بین دو برادر، با محاصره و فتح بغداد و قتل امین، مأمون عهده‌دار خلافت بر کل خلافت عباسی شد. در سال ۱۹۹ق/ ۸۱۳م پایان گرفت و وحدت امپراتوری زیر سلطهٔ مأمون قرار گرفت. اما مأمون پس از قتل امین، سیاست ایرانی‌گرایی را رها کرد. پایتختش را از مرو به بغداد در سال ۲۰۴ق برد. اما نفوذ ایرانی در ارتش، دولت و سبک زندگی کمرنگ نشد.
این، نخستین بار بود که خلیفهٔ عباسی با شدّت عمل سرنگون شد؛ و این، موضوعی بود که بی شک، اعتبار نهاد سلطنتی عباسی را به لرزه درآورد و چگونگی درک آن از سوی جامعهٔ اسلامی را تغییر داد. در طول چهار سال آینده، خشم مردم عراق نسبت به سیاست‌های عجیب مأمون افزایش یافت. در این زمان و در مناطق مختلف، شورش‌های گوناگونی صورت می‌گرفت. شورش در جنوب عراق و در کوفه به‌رهبری ابن طباطبا و با همکاری فرمانده سابق سپاه، ابوالسرایا در سال ۱۹۹ ه‍.ق/۸۱۵ م، بیش از پیش بر هرج و مرج افزود. زید بن موسی ملقب به «زَیْدُالنّار» در بَصره قیام کرد. یَمَن تحت شورش‌های مختلف علوی به‌سر می‌برد. اولین بار ابراهیم بن موسی کاظم در فاصلهٔ سال‌های ۱۹۹ تا ۲۰۲ ه‍.ق/۸۱۴ تا ۸۱۷ م، در آنجا رهبری را به‌دست گرفت. حسین بن حسن بن علی معروف به ابن افطس در مکه قیام کرد. خطرناک‌تر از همه، قیام بابک خرمدین بود که از سال ۲۰۱ ه‍.ق/۸۱۶ م، شروع به کنترل منطقهٔ کوهستانی آذربایجان و ارمنستان و اعلام جنگ علنی علیه اسلام و حاکمیت عرب کرده بود. هنگامی که مأمون در ۲۰۱ ه‍.ق/۸۱۶ م تصمیم به ارتقای اقتدار مذهبی خویش با تصاحب عنوان «خَلیفَةُالله» و همزمان نامزدی علی بن موسی الرّضا به ولایتعهدی خلیفه و تغییر رنگ رسمی دولت عباسی از سیاه به سبز گرفت، بغدادیان تصمیم گرفتند تا با مطرح کردن نامزد خود برای خلافت، ابراهیم بن مَهدی، پاسخ دهند و مأمون را به‌عنوان شاهزاده‌ای که از سوی ایرانیان بازیچه شده بود، رد کردند.
معتصم در سال ۲۱۸ق/۸۳۳م آمد، برای مقابله با نفوذ ایرانی، ترک‌تباران را به ارتش راه داد. هنگامی که سربازان ترک در بغداد بسیار شدند، او شهر سامرا را در چهل کیلومتری شمال بغداد برای کاستن از حضورشان در بغداد بنیان نهاد که همچو پادگانی برای آنان باشد. مادر معتصم نیز ترک بوده و در واقع در زمان او، پایتخت عباسیان سامرا بود. روزگار معتصم دو رویداد مهم شکل گرفت: برچیدن قیام بابک خرمدین و فتح عموریه.
پس از معتصم، دو تن از فرزندانش به خلافت رسیدند: واثق در ۲۲۷ق/۸۴۲م و متوکل در ۲۳۲ق/۸۴۷م. روزگار این دو را چندان باشکوه نمی‌نامند. نفوذ ترک‌تباران در دستگاهشان بالا گرفت، تا حدی که خود دستور می‌دادند و آزادی عمل بسیاری داشتند. تا اینکه متوکل را در سال ۲۴۷ق/۸۶۱م به قتل رساندند. دوران متوکل و در واقع پیش از خلافت او را، پایان عصر اول عباسی نامیده‌اند.

### جامعه

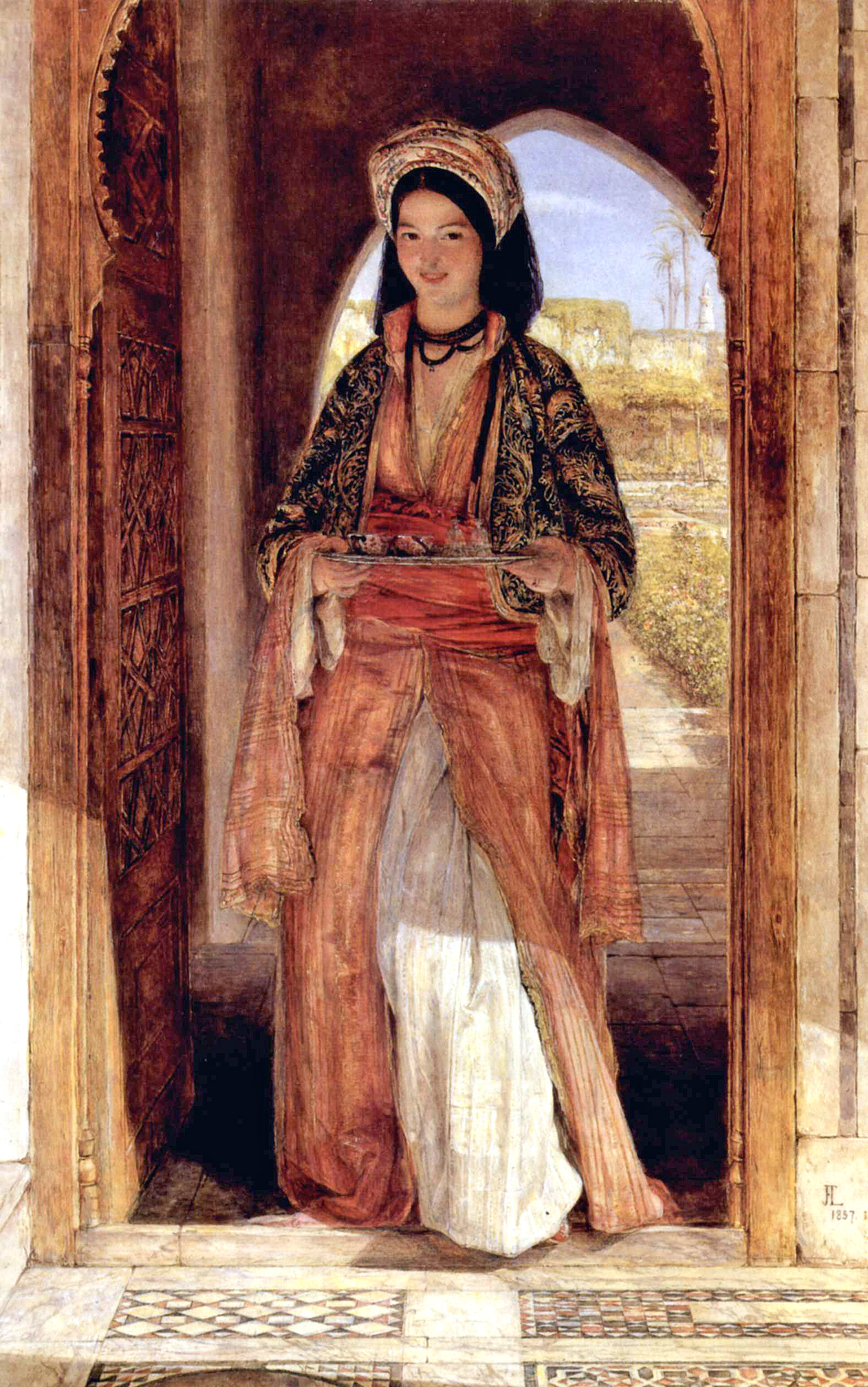
نقاشی جان فردریک لوئیز از ندیمه‌ای که نوشیدنی حمل می‌کند، مربوط به داستان‌های هزار و یک شب

- برخوردهای مردم عرب با غیرعرب: که نتیجهٔ آن برگرفتن امور بسیاری در تمدن و سبک‌های فکری بود. مسلمانان غیرعرب، شیوه‌های نگرش و رسوم پیشین خود که مغایرتی با اصول قرآنی نداشت را نگه داشتند. آنان در مسائل اسلامی پرسمان می‌کردند و آن را با آیین پیشین خود می‌سنجیدند و بحث‌های نوینی را شکل می‌دادند، مانند «تفریق میان ذات خدا و صفات او»، «بحث دربارهٔ بهشت و دوزخ»، «اعمال انسان». جنبش اعتزال که از میانهٔ دوره اموی آغاز شده بود، در دورهٔ اول عباسی گسترش بسیاری یافت؛ آن‌هایی که به تنهایی بر عقل در همه امور حتی باورهای دینی تکیه می‌کردند.[۹] برخی دولتمردان عباسی به این جنبش اعتراض داشتند چرا که نوعی آزادی فکری در آن می‌دیدند که به زیان سیاست‌ها و برنامه‌هایشان بود. اصطلاح «زندیق» در این عصر تعریف شد. با این عبارت به افراد بسیاری تهمت زندیق بودن می‌زدند، حتی واعظی عرب‌تبار مانند صالح بن عبدالقدوس که در مسجد جامع بصره به بیان سرگذشت‌های پیشنیان و وعظ می‌پرداخت، به‌ویژه از دین زرتشتی مثال می‌زد، به اتهام «زندیق» بودن دستگیر شد. مهدی خود حکم قتلش را انجام داد و دستور داد پیکرش را چند روز همگانی در پل بغداد بیاویزند.[۹]
- ازدواج با زنان غیرعرب: ازدواج‌ها با زنان غیرعرب باعث دگرگونی‌های بسیاری در حیات خانگی مردم عرب شد که حتی به شیوهٔ پوشاک، آداب و رفتار تأثیر گذاشت. نسل‌هایی شکل گرفت که ممکن بود در یک خانواده، خاله‌ها ایرانی، رومی یا ترک بودند و عمه‌ها عرب یا عرب‌زبان. این نسل برپایه رواج تفکر برابری همهٔ مسلمانان شکل گرفت، برخلاف امویان که «عرب» بودن را برتری برای حکمرانی می‌دانستند. این نسل را «مُولّد» نیز می‌نامند.[۹]
- ندیم‌ها/کنیزکان: قشری دیگر در این عصر بسیار اثرگذار شد، زنانی که عموماً «کنیز/کنیزک» و در اصل «دوشیزه» (به عربی: جاریه، جمع جَواری: به‌معنای:دوشیزه، دختر، زن جوان) خوانده می‌شدند. اینان اغلب کنیز خانگی نبودند و استادان بسیاری در رشته‌های گوناگون شدند. آموزگاران ویژهٔ آنان موظف بودند که رایگان به آنان آموزش دهند، تا حدّی که برخی از آنان به سرآمدی و برجستگی می‌رسیدند و مایه مباهات و افتخار صاحبانشان یا حتی اهل یک شهر می‌شدند. بهای برخی از آنان بسیار بود، مثلاً امین از پسرعمویش جعفر، کنیزش «بَذل» را به میلیون دینار خرید. برخی از ازین کنیزکان به شعرگویی و خوانندگی می‌پرداختند و خود به تنهایی درآمد داشتند و مستقل انگاشته می‌شدند. مردم بسیار به ازدواج به آنان راغب بودند و آنچنان که مادران بسیاری از بزرگان و حتی خلفا از کنیزان بودند. زیاده‌روی در این امر، به‌ویژه برای سرگرمی‌های ناسودمند و «لهو» به فساد اجتماعی انجامید که طبقهٔ غلمان و خصیان را به وجود آورد.[۹]
- عرب‌گرایی: (تَعَرُّب) زیاد شدن همانندی به مردم عرب در میان غیرعرب که حتی به ساختن نسب‌نامهٔ عربی انجامید؛ مثلاً ابوتمام رومی، «حبیب بن اوس بن حارث بن… طیء» شد. در واقع، برخی از ملت‌های مسلمان احساس وابستگی به قومیت عرب داشتند، ترک‌ها، ایرانیان و رومیان. این امر برگرفته از زبان عربی بود. آنانی که حتی مسلمان نشدند و اهل ذمه بودند نیز به عربی شدن گرایش داشتند و مثلاً کُنیهٔ عربی برای خود می‌گزیند.[۹]
- نهضت علمی: این دوران با اوج فعالیت نهضت ترجمه هم‌زمان بود. انگیزه‌ها و اهدافی که این انتقال عظیم فرهنگی دانش را تحت نظر خلفای نخستین عباسی و درباریان‌شان به‌وجود آورد، به‌عنوان پاسخی به نیازهای کاربردی سلسلهٔ جدید در نظر گرفته می‌شوند. مباحثات مذهبی که پیروان کلیساهای مختلف مسیحی، ثَنَوی‌گرایان مانَوی، مَزدَکیان، یهودیان و پیروان مذاهب مختلف اسلامی را گرد هم آورده بود، مباحثه‌کنندگان مسلمان را در موقعیتی ناراحت‌کننده قرار داد، زیرا با ابزارهای مختلف مباحثات فلسفی و کلامی قبل از اسلام آشنا نبودند. نهضت ترجمه در درجهٔ نخست توسط نیروهایی ایجاد شد که با سلسلهٔ اموی مخالف بودند و به‌دنبال احیای حاکمیت و شُکوه ایران قبل از اسلام بودند. گروه‌های ایرانی در خراسان یکی از این نیروها بودند که برای این کار مبارزه کردند. به‌عنوان بخشی از این تلاش‌ها و در نتیجهٔ تغییرات آهستهٔ زبانی در ایران، اعضای ایرانی جنبش ضداموی ازجمله کسانی بودند که برای احیای فرهنگ ساسانی و زرتشتی جنگیدند و ازاین‌رو در برابر هرگونه حکومت اسلامی–عربی، ترجمه را به‌عنوان یکی از ابزارهای سیاسی و فرهنگی خویش برگزیدند و بر سابقهٔ ساسانی و بلاغت فرهنگی و مذهبی ضد مقدونی تأکید کردند. پایان سدهٔ هشتم و آغاز سدهٔ نهم میلادی که ترجمه‌ها از زبان یونانی مهم شد، تنها زمانی است که فرایند ترجمهٔ مورد حمایت و تشویق درباری به‌خوبی اجرا شد. دست‌کم چندین دهه زمان بُرد تا پژوهشگران اسلامی، فلسفه و علم یونانی را برتر تلقی کنند و سایر اجزای فرهنگی نهضت ترجمه را نادیده بگیرند. تصمیم خلیفهٔ عباسی، مَهدی (حک. ۱۵۸–۱۶۹ ه‍.ق/۷۷۵–۷۸۵ م) در حدود سال ۱۶۶ ه‍.ق/۷۸۲ م، مبنی بر سفارش به اسقف اعظم نسْطوری و مشاور خلیفه، تیموتی یکم، برای ترجمهٔ طوبیقای ارسطو، گام مهمی در گسترش دامنهٔ ترجمه‌ها و دخیل کردن نخبگان محلی آرامی در آن فعالیت بود. این امر به استفاده از برهان‌های استدلالی و گفتگوهای منطقی به‌عنوان ابزار اصلی در میان متکلمان اولیه کمک کرد. تصمیم مهدی بخشی از یک استراتژی سیاسی برای حفظ و تحکیم قدرت عباسی در برابر احیای مباحث دکترین ایران قبل از اسلام و ظهور گرایش‌های شدید غیراسلامی میان اعضای دیوانی عباسی بود. در گزارش‌های مورّخان مسلمان مانند مسعودی، در توصیف سیاست مهدی آمده که مخالف پیروان آموزه‌های مذهبی مرقیونیه، ابن دیصان و مانی بوده است. مهدی دستور داد که متکلمان کتاب‌هایی را علیه این آموزه‌ها بنویسند.[۲۳]

## دورهٔ دوم: ضعف و زوال
دورهٔ ضعف و زوال از حکومت متوکل در سال ۲۳۲ هجری تا فتح بغداد به دست آل بویه در سال ۳۳۴ هجری به طول می‌انجامد. در این دوره خلیفه به‌تدریج سلطه خویش بر قلمرو را از دست می‌دهد و حکومت‌های محلی نیمه مستقل یا مستقل شکل می‌گیرند و در نهایت قدرت خلیفه به عراق محدود می‌شود. این حکومت‌های محلی با یکدیگر و با خلافت در رقابت و جنگ به سر می‌برند. در عین حال علوم حدیث، فقه و کلام در این دوره رونق بیشتری می‌یابد و فلسفه و علوم نیز رشد می‌کند.
| نام         | دوره                      | مدت    |
| ----------- | ------------------------- | ------ |
| متوکل عباسی | ۸۴۷–۸۶۱ م / ۲۳۲–۲۴۷ ه‍. ق   | ۱۵ سال |
| منتصر       | ۸۶۲–۸۶۲ م / ۲۴۷–۲۴۸ ه‍. ق   | ۱ سال  |
| مستعین      | ۸۶۲–۸۶۶ م / ۲۴۸–۲۵۲ ق     | ۴ سال  |
| معتز        | ۸۶۶–۸۶۹ م / ۲۵۲–۲۵۵ ق     | ۳ سال  |
| مهتدی       | ۸۶۹–۸۷۰ م / ۲۵۵–۲۵۶ ق     | ۲ سال  |
| معتمد       | ۸۷۰ م - ۸۹۲ م / ۲۵۶–۲۷۹ ق | ۲۳ سال |
| معتضد       | ۸۹۲–۹۰۲ م / ۲۷۹–۲۸۹ ق     | ۱۰ سال |
| مکتفی       | ۹۰۲–۹۰۸ م / ۲۸۹–۲۹۵ ق     | ۶ سال  |
| مقتدر       | ۹۰۸ –۹۳۲ م /۲۹۵ – ۳۲۰ ق   | ۲۵ سال |
| قاهر        | ۹۳۲–۹۳۴ م /۳۲۰–۳۲۲ ق      | ۲ سال  |
| راضی        | ۹۳۴ م - ۹۴۰ م /۳۲۲–۳۲۹ ق  | ۶ سال  |
| متقی        | ۹۴۰–۹۴۴ م /۳۲۹–۳۳۳ ق      | ۴ سال  |

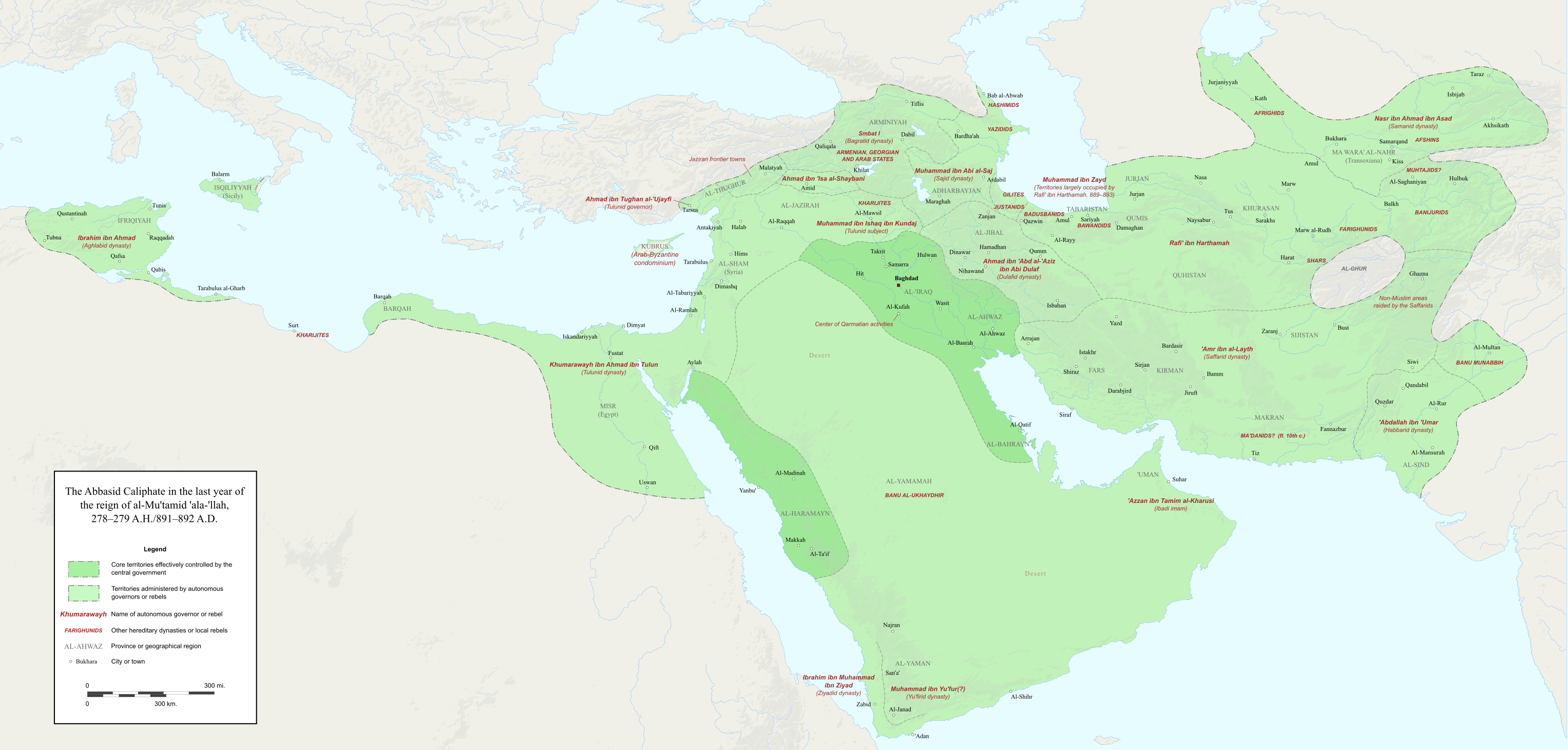
نقشه سرزمین‌های تحت حاکمیت خلافت عباسی در سال‌های پایانی حکومت معتمد (۸۹۱–۸۹۲)؛ سرزمین‌هایی که به صورت مستقیم تحت کنترل دستگاه خلافت بودند به رنگ سبز تیره و سرزمین‌هایی که دارای حکومت خودمختار یا حاکمان شورشی بودند، به رنگ سبز روشن به نمایش درآمده‌اند

از زمان حکومت متوکل عباسی (۲۳۲–۲۴۷ ه‍.ق / ۸۴۷–۸۶۱ م). سیاست‌مدارای مأمون (۱۹۸–۲۱۸ ه‍.ق / ۸۱۳–۸۳۳ م). و خلفای پس از وی با شیعیان یکباره به کنار گذشته شد. در دوران متوکل به دستور او حرم حسین بن علی تخریب شد و امام دهم شیعه، هادی، به همراه فرزندش حسن عسکری از مدینه به سامرا فراخوانده شد تا تحت نظارت خلیفه باشد. گزارش‌ها حاکی از آن است که فشار شدیدی بر امامان شیعه در سامرا می‌آمد  و شیعیان در عراق و حجاز در شرایط اسف‌باری زندگی می‌کردند. منتصر، پسر و جانشین متوکل این سیاست‌ها را برداشت و در نتیجه هادی آزادی بیشتری پیدا کرد. سیاست‌های متوکل در زمان مستعین (۸۶۲–۸۶۶ م). هم ادامه یافت. احتمالاً در این زمان بود که هادی عثمان بن سعید را به نمایندگی خود در عراق برگزید (که البته این نمایندگی در زمان حسن عسکری نیز تأیید شد).
در دوران آخرین امامان شیعه، شبکه‌ای از وکلا شکل گرفته بود؛ البته این شبکه بیشتر از آنکه به مانند سایر شبکه‌های علوی آن زمان (اسماعیلیه، زیدیه، نوادگان حسن بن علی) به قصد برپایی قیام تشکیل شده باشد، کار گردآوری وجوهات دینی مانند خمس و زکات را انجام می‌داد.
به‌واسطه سیاست‌های اداری، مالی و نظامی متوکل از جمله ولخرجی فراوان، عدم ثبات مقامات اداری و تغییر مکان پایتخت به سامرا و نیز چرخش مذهبی وی به سمت حنابله، خلافت تضعیف شد و با قتل وی در ۲۴۷ ه‍.ق -۸۶۱ م توسط غلامان ترک زمینه زوال قدرت عباسیان فراهم شد. با وقوع جنگ داخلی در بغداد و سامرا طی یک دهه پس از مرگ متوکل که به کشته شدن چهار خلیفه انجامید، امپراتوری عباسی عملاً تکه‌تکه شد و سلسله‌های نسبتاً مستقلی توسط قدرت‌های نظامی محلی تحت عنوان «امیر» در جای جای سرزمین‌های اسلامی ظهور کردند. این سلسله‌های جدید مانند صفاریان، برخلاف امرای قبلی نظیر طاهریان در پی خودمختاری و مرکزگریزی بودند. شرایط سیاسی و مذهبی سال‌های آخر حسن عسکری و نخستین دهه‌های پس از مرگ او —همزمان با خلافت معتمد عباسی (۲۵۶–۲۷۹ ه‍.ق /۸۷۶–۸۹۲ م). — بسیار پرچالش بود. این دوران به جهت سیاسی، مصادف بود با عصر ضعف خلافت عباسیان؛ بدین صورت آنان از اعمال مؤثر حاکمیت خود جز در بخش محدودی از سرزمین عراق ناتوان بودند. در این دوره، افراد مختلف در جای‌جای قلمرو عباسیان قیام کرده‌بودند و سرزمین مسلمانان دچار تجزیه سیاسی شده‌بود. معتمد عباسی، حسن عسکری را —که رقیبی بالقوه برای خلافت به‌شمار می‌رفت— در سامرا تحت نظارت و مراقبت قرار داده و او را حتی از ملاقات با پیروانش نیز بازداشته بود. از سوی دیگر، معتمد عباسی، خود، تحت سلطه برادرش موفق بالله بود که فرماندهی سپاه را در اختیار داشت و دیوان را تحت تسلط داشت، به‌طوری‌که از ۸۸۲ عملاً خلیفه تحت اسارت خانگی قرار داشت و قدرتی نداشت. موفق و پسرش معتضد (خلافت از ۸۹۲ تا ۹۰۲ میلادی)، و فرزندان وی مکتفی (از ۹۰۲ تا ۹۰۸ میلادی) و مقتدر (از ۹۰۸ تا ۹۳۲ میلادی) موفق شدند با به‌کارگیری دستگاه دیوانی و قدرت نظامی، نهاد خلافت را احیا کنند. هرچند که سرزمین‌های تحت حکمرانی مستقیم آن محدود به عراق شده بود، آن‌ها توانستند با به‌کارگیری نیروی نظامی و دیپلماسی، به تدریج سلطه خود را بر مصر و غرب و مرکز ایران گسترش دهند. از دوره معتضد تا چند دهه بعد، دیوان عباسی تحت اداره خاندان شیعی آل فرات و خاندان تازه مسلمان آل جراح بود. رقابت این دو خاندان سبب شد دیوانسالاری عباسیان دچار فرقه‌گرایی شود.
طی دهه‌های پایانی سده سوم هجری که شیعیان عراق در بحران امامت به سر می‌بردند، جنبش‌های شیعی، به‌خصوص اسماعیلیه، در مناطق مختلف از جمله شمال آفریقا و شمال سوریه سر برآوردند. در این زمان دعوت اسماعیلیان فزونی گرفت و نهایتاً ابوعبدالله شیعی موفق شد در مغرب عربی پیروانی را جمع کند. در این زمان شخصی به نام سعید بن حسین، موسوم به عبیدالله مهدی ادعای امامت کرد و ابوعبدالله شیعی به وی گروید. ابوعبدالله شیعی موفق شد در ۲۹۷ ه‍.ق /۹۰۹ م. افریقیه را تصرف کند. سپس، در همان سال عبیدالله مهدی منصب خلافت را برعهده گرفت و دولت فاطمیان را تأسیس نمود. اسماعیلیانی که خلافت فاطمیان را نپذیرفتند، جنبش قرمطیان را ایجاد کردند. از سوی دیگر، شیعیان زیدی در سال ۲۵۰ه‍.ق - ۸۶۴ م. دولتی را در طبرستان و در سال ۲۸۴ه‍.ق - ۸۹۷ م. دولتی را در یمن تأسیس کردند. در این دوره مکتب کلامی استدلالی ابوسهل نوبختی (زاده ۲۳۷ و درگذشته ۳۱۱ هجری قمری) در میان شیعه امامیه محوریت یافت و به تعالیم مذهب شیعه انسجام بخشید، که در سده بعد به مکتب کلامی شیخ مفید انجامید.

## دوران سوم: دست‌نشاندگی
این دوره از فتح بغداد توسط آل بویه در ۳۳۴ هجری قمری شروع می‌شود و تا ۵۹۰ هجری که سلجوقیان در عراقین مضمحل شدند به طول انجامید. این دوره به دو بخش تقسیم می‌شود. در نیمه اول آن از فتح بغداد توسط عمادالدوله دیلمی آغاز می‌شود و خلیفه تحت کنترل امرای ایرانی‌تبار و شیعه بویی قرار دارد. در دوره دوم با ورود طغرل‌بیگ، مؤسس امپراتوری سلجوقی، به بغداد در سال ۴۴۸ آغاز می‌شود و تا اضمحلال سلجوقیان عراق به دست خوارزمشاهیان در سال ۵۹۰ به‌طول می‌انجامد. در این دوره خلیفه تحت کنترل سلاطین ترک تبار سنی قرار داشت. طی این دوره، هر زمان امرا و سلاطین مقتدر بودند، خلیفه بیشتر یک منصب نمادین به‌شمار می‌رفت و هر وقت آن‌ها ضعیف می‌شدند، خلیفه قدرت می‌گرفت.

## فهرست خلیفه‌ها
| #           | خلیفه              | هجری قمری | میلادی    |
| ----------- | ------------------ | --------- | --------- |
| خلفای عباسی |                    |           |           |
| ۱           | سفاح               | ۱۳۱–۱۳۶   | ۷۵۰–۷۵۴   |
| ۲           | منصور              | ۱۳۶–۱۵۸   | ۷۵۴–۷۷۵   |
| ۳           | مهدی               | ۱۵۸–۱۶۹   | ۷۷۵–۷۸۵   |
| ۴           | هادی               | ۱۶۹–۱۷۰   | ۷۸۵–۷۸۶   |
| ۵           | هارون الرشید       | ۱۷۰–۱۹۳   | ۷۸۶–۸۰۹   |
| ۶           | امین               | ۱۹۳–۱۹۸   | ۸۰۹–۸۱۳   |
| ۷           | مأمون              | ۱۹۸–۲۱۸   | ۸۱۳–۸۳۳   |
| ۸           | معتصم              | ۲۱۸–۲۲۷   | ۸۳۳–۸۴۲   |
| ۹           | واثق               | ۲۲۷–۲۳۲   | ۸۴۲–۸۴۷   |
| ۱۰          | متوکل              | ۲۳۲–۲۴۷   | ۸۴۷–۸۶۱   |
| ۱۱          | منتصر              | ۲۴۷–۲۴۸   | ۸۶۱–۸۶۲   |
| ۱۲          | مستعین             | ۲۴۸–۲۵۲   | ۸۶۲–۸۶۶   |
| ۱۳          | معتز               | ۲۵۲–۲۵۵   | ۸۶۶–۸۶۹   |
| ۱۴          | مهتدی              | ۲۵۵–۲۵۶   | ۸۶۹–۸۷۰   |
| ۱۵          | معتمد              | ۲۵۷–۲۷۹   | ۸۷۰–۸۹۲   |
| ۱۶          | معتضد              | ۲۷۹–۲۸۹   | ۸۹۲–۹۰۲   |
| ۱۷          | مکتفی              | ۲۸۹–۲۹۵   | ۹۰۲–۹۰۸   |
| ۱۸          | مقتدر              | ۲۹۵–۳۲۰   | ۹۰۸–۹۳۲   |
| ۱۹          | قاهر               | ۳۲۰–۳۲۲   | ۹۳۲–۹۳۴   |
| ۲۰          | راضی               | ۳۲۲–۳۲۹   | ۹۳۴–۹۴۰   |
| ۲۱          | متقی               | ۳۲۹–۳۳۴   | ۹۴۰–۹۴۴   |
| ۲۲          | مستکفی             | ۳۳۴–۳۳۶   | ۹۴۴–۹۴۶   |
| ۲۳          | مطیع               | ۳۳۶–۳۶۳   | ۹۴۶–۹۷۴   |
| ۲۴          | طائع               | ۳۶۳–۳۸۱   | ۹۷۴–۹۹۱   |
| ۲۵          | قادر               | ۳۸۲–۴۲۲   | ۹۹۱–۱۰۳۱  |
| ۲۶          | قائم               | ۴۲۲–۴۶۸   | ۱۰۳۱–۱۰۷۵ |
| ۲۷          | مقتدی              | ۴۶۸–۴۸۷   | ۱۰۷۵–۱۰۹۴ |
| ۲۸          | مستظهر             | ۴۸۷–۵۱۲   | ۱۰۹۴–۱۱۱۸ |
| ۲۹          | مسترشد             | ۵۱۲–۵۳۰   | ۱۱۱۸–۱۱۳۵ |
| ۳۰          | راشد               | ۵۳۰–۵۳۱   | ۱۱۳۵–۱۱۳۶ |
| ۳۱          | مقتفی              | ۵۳۱–۵۵۵   | ۱۱۳۶–۱۱۶۰ |
| ۳۲          | مستنجد             | ۵۵۵–۵۶۶   | ۱۱۶۰–۱۱۷۰ |
| ۳۳          | مستضی              | ۵۶۶–۵۷۶   | ۱۱۷۰–۱۱۸۰ |
| ۳۴          | ناصر               | ۵۷۶–۶۲۲   | ۱۱۸۰–۱۲۲۵ |
| ۳۵          | ظاهر               | ۶۲۲–۶۲۳   | ۱۲۲۵–۱۲۲۶ |
| ۳۶          | مستنصر             | ۶۲۳–۶۴۰   | ۱۲۲۶–۱۲۴۲ |
| ۳۷          | مستعصم             | ۶۴۰–۶۵۶   | ۱۲۴۲–۱۲۵۸ |
| خلفای قاهره |                    |           |           |
| ۳۹          | احمد مستنصر        | ۶۵۹–۶۶۰   | ۱۲۶۱–۱۲۶۲ |
| ۴۰          | حاکم اول           | ۶۶۰–۷۰۲   | ۱۲۶۲–۱۳۰۲ |
| ۴۱          | سلیمان مستکفی      | ۷۰۲–۷۴۱   | ۱۳۰۳–۱۳۴۰ |
| ۴۲          | ابراهیم واثق       | ۷۴۱–۷۴۲   | ۱۳۴۰–۱۳۴۱ |
| ۴۳          | حاکم دوم           | ۷۴۲–۷۵۳   | ۱۳۴۱–۱۳۵۲ |
| ۴۴          | معتضد اول          | ۷۵۳–۷۶۴   | ۱۳۵۲–۱۳۶۲ |
| ۴۵          | متوکل اول          | ۷۶۴–۷۸۵   | ۱۳۶۲–۱۳۸۳ |
| ۴۶          | واثق دوم           | ۷۸۵–۷۸۸   | ۱۳۸۳–۱۳۸۶ |
| ۴۷          | معتصم              | ۷۸۸–۷۹۱   | ۱۳۸۶–۱۳۸۹ |
| ۴۸          | متوکل اول (بازگشت) | ۷۹۱–۸۰۹   | ۱۳۸۹–۱۴۰۶ |
| ۴۹          | مستعین             | ۸۰۹–۸۱۷   | ۱۴۰۶–۱۴۱۴ |
| ۵۰          | معتضد دوم          | ۸۱۷–۸۴۵   | ۱۴۱۴–۱۴۴۱ |
| ۵۱          | مستکفی دوم         | ۸۴۵–۸۵۵   | ۱۴۴۱–۱۴۵۱ |
| ۵۲          | قائم               | ۸۵۵–۸۵۹   | ۱۴۵۱–۱۴۵۵ |
| ۵۳          | مستنجد             | ۸۵۹–۸۸۴   | ۱۴۵۵–۱۴۷۹ |
| ۵۴          | متوکل دوم          | ۸۸۴–۹۰۲   | ۱۴۷۹–۱۴۹۷ |
| ۵۵          | مستمسک             | ۹۰۲–۹۱۴   | ۱۴۹۷–۱۵۰۸ |
| ۵۶          | متوکل سوم          | ۹۱۴–۹۲۳   | ۱۵۰۸–۱۵۱۷ |